# Граф Линлитгоу
Граф Линлитогоу (англ. Earl of Linlithgow) — дворянский титул в системе Пэрства Шотландии. Он был создан 25 декабря 1600 года для Александра Ливингстона, 7-го лорда Ливингстона (ум. 1621). Дополнительные титулы — лорд Ливингстон и Каллендар. В 1695 году титул графа Линлитгоу слился с младшим титулом графа Каллендар, который был создан в 1641 году для Джеймса Ливингстона (ум. 1674), младшего сына 1-го графа Линлитгоу.
Джеймс Ливингстон, 5-й граф Линлитгоу и 4-й граф Каллендар (ум. 1723), в 1716 году были лишен английской короной всех титулов и владений за своё участие в Якобитском восстании 1715 года.
Резиденцией графов Линлитгоу являлся Каллендар-хаус в Фолкерке, где сейчас находится музей.

## Лорд Ливингстон (1458—1716)
- Джеймс Ливингстон, 1-й лорд Ливингстон (ум. 1467), сын сэра Александра Ливингстона из Каллендара
- Джеймс Ливингстон, 2-й лорд Ливингстон (ум. 1497), старший сын предыдущего
- Джеймс Ливингстон, 3-й лорд Ливингстон (ум. 1503), сын предыдущего
- Уильям Ливингстон, 4-й лорд Ливингстон (ум. 1518), сын предыдущего
- Александр Ливингстон, 5-й лорд Ливингстон (ум. 1550), старший сын предыдущего
- Уильям Ливингстон, 6-й лорд Ливингстон (ум. 1592), второй сын предыдущего
- Александр Ливингстон, 7-й лорд Ливингстон (ум. 24 декабря 1621), старший сын предыдущего. С 1600 года — граф Линлитгоу.

## Граф Линлитгоу (1600—1716)
- Александр Ливингстон, 1-й граф Линлитгоу (ум. 24 декабря 1621), старший сын Уильяма Ливингстона, 6-го лорда Ливингстона
- Александр Ливингстон, 2-й граф Линлитгоу (ум. 1650), второй сын предыдущего
- Джордж Ливингстон, 3-й граф Линлитгоу (июль 1616 — 1 февраля 1690), старший сын предыдущего
- Джордж Ливингстон, 4-й граф Линлитгоу (ум. 1695), старший сын предыдущего
- Джеймс Ливингстон, 5-й граф Линлитгоу, 4-й граф Каллендар (ум. 25 апреля 1723), племянник предыдущего, сын Александра Ливингстона, 3-го графа Каллендара (ум. 1692)

Дети: Джеймс Ливингстон, лорд Ливингстон (ум. 1715), и леди Энн Ливингстон (ум. 1747), жена Уильяма Бойда, 4-го графа Килмарнока (1705—1746), от которого ведут свой род от графы Эррол.